# Georg Sauerwein
Georg Julius Justus Sauerwein (15. februar 1831 i Hannover — 18. december 1904 i Kristiania) var en tysk sprogforsker og forfatter i forskellige sprog. 
Sauerwein studerede orientalske sprog og sanskrit i Göttingen og førte senere et omflakkende liv med længere ophold i England, Litauen, Norge og andre lande. Han var i besiddelse af en forbavsende evne til i kort tid at opnå færdighed i at tale og skrive fremmede sprog. Han kendte næsten alle europæiske sprog og adskillige udeneuropæiske og arbejdede i det britiske og udenlandske bibelselskabs tjeneste ved udgivelse af mange bibelske skrifter i europæiske, afrikanske og asiatiske sprog. Med stor udholdenhed og varme kæmpede han for de små, i større stater indlemmede folkeslags sprogrettigheder (Immanuel Kant und Ludwig Windthorst . . . von Girënas, 1891, og Die littauische Frage . . . von Girënas, 1888). I Norge opholdt Sauerwein sig meget og lærte landets sprog og dets dialekter til sådan fuldkommenhed, at han har kunnet mestre det både i vers og prosa (Frie Viso ifraa Vigguin . ., 1885, Sprogstudier og Skaldskab i Fredssagens Tjeneste, 1903).